# Strada maestra M4 (Bielorussia)
La strada M4 (in bielorusso Магістраль М4?, Mahistral' M4; in russo Магистраль М4?, Magistral' M4) è una strada maestra della Bielorussia, che unisce la capitale Minsk a Mahilëŭ, nell'est del paese.

## Percorso
Condivide i primi 12 km con l'M5, vicino a Privolnyi s'interseca con la M1 e poi si dirama correndo verso est.